# Borneo-Zwergelefant
Der Borneo-Zwergelefant (Elephas maximus borneensis), oder auch Borneo-Elefant genannt, ist eine zwergwüchsige Unterart des Asiatischen Elefanten. Er lebt im Norden von Borneo (Kalimantan), östlich im malaysischen Bundesstaat Sabah und hoch im Norden von Kalimantan. Die Population beträgt (Stand 2008) laut WWF schätzungsweise 1000 Tiere. Ihre Lebensräume sind die Tieflandwälder im Nordosten Borneos. Seine wissenschaftliche Erstbeschreibung stammt aus dem Jahr 1950 vom sri-lankischen Zoologen P. E. P. Deraniyagala (1900–1976).

## Herkunft
Die Herkunft des Borneo-Zwergelefanten ist umstritten. Er wird auf der einen Seite für eine einheimische Form gehalten, auf der anderen Seite für Nachkommen von importierten, domestizierten Elefanten aus dem 16. bis 17. Jahrhundert. Die Sunda-Inseln waren im Pleistozän immer wieder mit dem Festland verbunden und bildeten das Sundaschelf, wodurch sich Elefanten südwärts bis Java ausbreiten konnten. Vor 18.000 Jahren schmolz der Eisschild der letzten Kaltzeit, der einen Großteil der Wassermassen der Weltmeere band. Damit verschwanden die Landbrücken, die Borneo mit den anderen Sunda-Inseln und dem Festland verbanden.
Dennoch scheinen sich die Borneo-Elefanten lange vorher von den übrigen asiatischen Elefanten getrennt zu haben. Im Jahr 2003 fand der kanadische Forscher William Sommers – im Auftrag der Columbia University, des Sabah Wildlife Department und des WWF – durch Analysen von mitochondrialer DNA der Borneo-Elefanten heraus, dass sich ihre Vorfahren im Pleistozän vor rund 300.000 Jahren von den Festland-Populationen trennten. Für die Genanalyse wurde frischer Elefantendung gesammelt. Er enthielt Zellen aus dem Darm der Tiere, woraus sich das Erbgut isolieren ließ. Die Gensequenzen wurden anschließend mit denen asiatischer Elefanten aus zehn anderen Regionen verglichen.
Demnach könnten die Borneo-Zwergelefanten möglicherweise eine Reliktpopulation jener Elefanten darstellen, die seit dem Pleistozän auf Borneo leben. Allerdings sind asiatische Elefanten subfossil nicht aus Borneo nachgewiesen. Eine andere Möglichkeit besteht darin, dass sie ursprünglich in Java vorkamen und in historischen Zeiten von Menschen nach Borneo verbracht wurden. Da die Elefanten sich genetisch stark von Festlandelefanten unterscheiden, dürften sie letztlich von einer isolierten Inselpopulation abstammen. Ein mögliches Szenario hierfür wäre, dass sie auf Java-Elefanten zurückgehen. Demnach könnten einige dieser Elefanten aus der philippinischen Provinz Sulu durch Menschen in das heutige Verbreitungsgebiet gebracht worden sein, bevor sie im 14. Jahrhundert auf Java ausstarben. Elefanten sind in Borneo im 16. und 18. Jahrhundert nachgewiesen. Der Sultan von Sulu nahm im 17. Jahrhundert einige Elefanten als Gastgeschenk nach Borneo mit, wo sie sich vermehrten und offensichtlich bis heute überlebt haben. Viele Fakten, etwa dass es keine archäologischen Beweise des Borneo-Elefanten auf Borneo gibt, stützen dies. Auf Sulu selbst wurden die Elefanten im 18. Jahrhundert ausgerottet.

## Merkmale

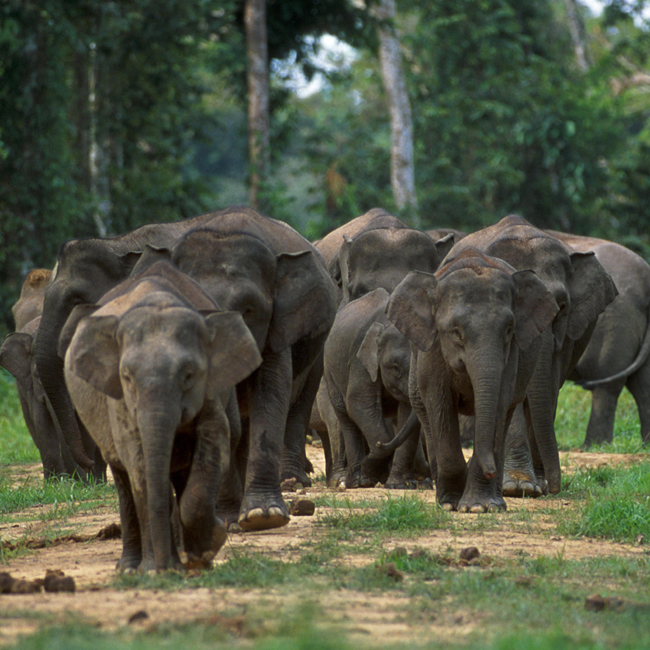
Eine Gruppe Borneo-Zwergelefanten

Der Borneo-Zwergeelefant ist mit 2,50 m Schulterhöhe kleiner als die anderen Unterarten des asiatischen Elefanten. Die Borneo-Elefanten sind außergewöhnlich zahm und sanftmütig, ein weiterer Grund, warum sie von manchen Wissenschaftlern für Nachfahren von importierten und domestizierten Elefanten gehalten werden. Die Isolation und die daraus hervorgegangene Inselverzwergung könnte der Grund für ihre im Verhältnis zum Körper großen Ohren, langen Schwänze und relativ geraden Stoßzähne sein.

## Vom Aussterben bedroht
Da der Lebensraum der Elefanten, die Tieflandwälder, großflächig abgeholzt wird, sind sie stark vom Aussterben bedroht. In der Roten Liste für gefährdete Arten ist der Borneo-Elefant als Critically Endangered, als stark bedroht, also als vom Aussterben bedroht eingestuft worden. Der WWF setzt sich schon lange für den Erhalt der Wälder Borneos und ihrer zum Teil seltenen Tiere wie Borneo-Orang-Utans, Sunda-Nebelparder und dem auf Borneo auf wenige Individuen geschrumpften Bestand der Sumatra-Nashörner und andere Spezies ein. Der Borneo-Zwergelefant kommt nur im Nordosten der Insel Borneo vor. Hier findet man ihn in einigen Reservaten, etwa im Tabin-Wildreservat.

## Borneo-Zwergelefanten in Gefangenschaft
Ein Weibchen namens Chendra (* um 1993) im Oregon Zoo ist der einzige Borneo-Zwergelefant in den Vereinigten Staaten. In Europa leben das Weibchen Manari (* 1992) im Erlebniszoo Hannover und das Weibchen Sayang (* 1996) im belgischen Privatzoo Pairi Daiza. Im Lok Kawi Wildlife Park, in Sabah auf Borneo leben mehrere Borneo-Elefanten, die zum Teil gerettet und zum Teil im Park geboren wurden.